# Tassajara Zen Mountain Center
El Tassajara Zen Mountain Center es el monasterio budista Sōtō Zen japonés más antiguo de los Estados Unidos. Se encuentra en el límite de Ventana Wilderness y dentro del Bosque Nacional Los Padres, al sureste de Carmel-by-the-Sea, California. El centro solo es accesible por encima de 5082 pies (1549,0 m) Chews Ridge a través de un estrecho y empinado 13,7 millas (22,0 km) camino de tierra de un solo carril desde Jamesburg. Durante los meses de invierno el centro puede resultar inaccesible debido a la nieve y la lluvia.  Los profesionales viven y estudian en el lugar. Desde el Día de los Caídos hasta el Día del Trabajo, el centro está abierto para huéspedes durante el día y para quienes pasan la noche. Las fuentes termales naturales se han transformado en baños de estilo japonés. Se construye un baño de vapor sobre una fuente termal en el arroyo Tassajara. El centro es el primer monasterio zen establecido fuera de Asia.  

## Historia
El nombre es una corrupción de Tasajera, una palabra hispanoamericana derivada de una palabra indígena esselen, que significa "lugar donde se cuelga la carne para secar". 
La propiedad montañosa de 126 acres que rodea las aguas termales de Tassajara fue comprada por el Centro Zen de San Francisco en 1967 por un precio inferior al del mercado  de $300,000 a Robert y Anna Beck. Mejoraron la propiedad y la rebautizaron como Centro de Montaña Zen Tassajara, o Zenshinji (Templo de la Mente Zen), durante el mandato de Shunryu Suzuki como su primer abad.  Cuando fue adquirido en 1967, fue el primer monasterio zen fuera de Asia. 
La ubicación remota de Tassajara en la Cordillera Costera significa que a menudo se ve amenazada por incendios forestales . En 2008, el incendio del Basin Complex alcanzó el monasterio; cinco monjes permanecieron  a pesar de las órdenes de evacuación  y lo protegieron con éxito del fuego, después de lo cual el Centro Zen de San Francisco organizó un grupo entrenado de bomberos para defender sus tres monasterios, conocidos como "monjes de fuego" por un libro sobre los eventos de 2008. También se instaló un sistema de riego externo en los edificios, llamado "lluvia dharma".    El Centro Tassajara se vio amenazado por el incendio de Soberanes en 2016; no sufrió daños  pero estuvo cerrado al público durante el resto del año.  En junio de 2021, el incendio de Willow amenazó el monasterio.  

## Calendarios y horarios
Un período de práctica ( ango en japonés) denota un período de práctica monástica intensiva. Durante los períodos de práctica de otoño (septiembre-diciembre) y primavera (enero-abril), Tassajara está cerrado al público. El riguroso calendario es una característica definitoria. La actividad gira en torno al zazen ( meditación ), el estudio y el trabajo. 

### Temporada de invitados

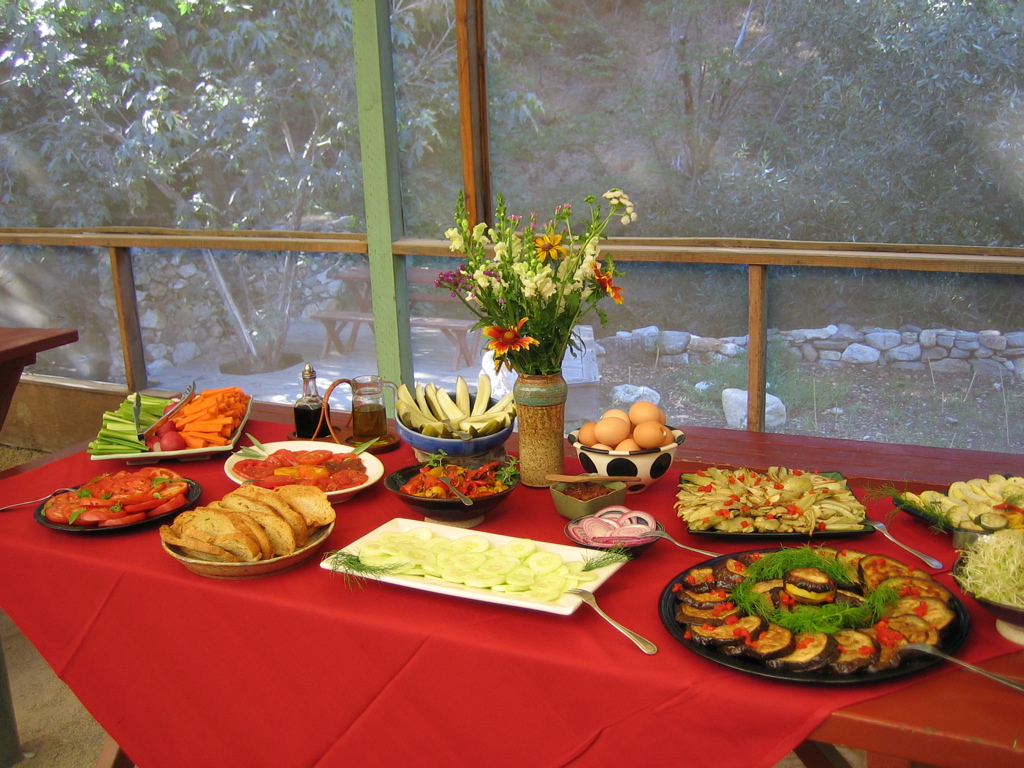
Almuerzo buffet en el Centro

Después de los períodos de práctica, Tassajara está abierto al público desde mediados de abril hasta principios de septiembre.  Para los estudiantes, este período también les permite obtener créditos para los períodos de práctica de otoño y primavera. La temporada alta, con horarios diarios menos rigurosos,  es una piedra angular del bienestar económico de Tassajara. 
El programa de invitados incluye una importante operación de cocina. Tassajara es famosa por su cocina vegetariana.   El personal de Tassajara también fundó la panadería Tassajara en Ashbury Heights  y el restaurante Greens en Fort Mason en el distrito Marina  en San Francisco. El libro Tassajara Bread Book de Edward Espe Brown,  publicado por Shambhala Publications en 1970 y revisado en 1986 y 1995,  se considera a menudo un importante catalizador de la popularidad de la repostería artesanal en los Estados Unidos, mientras que su libro de recetas Tassajara  es el más conocido de varios libros de cocina vegetariana general producidos por autores relacionados con el centro.

## Galería

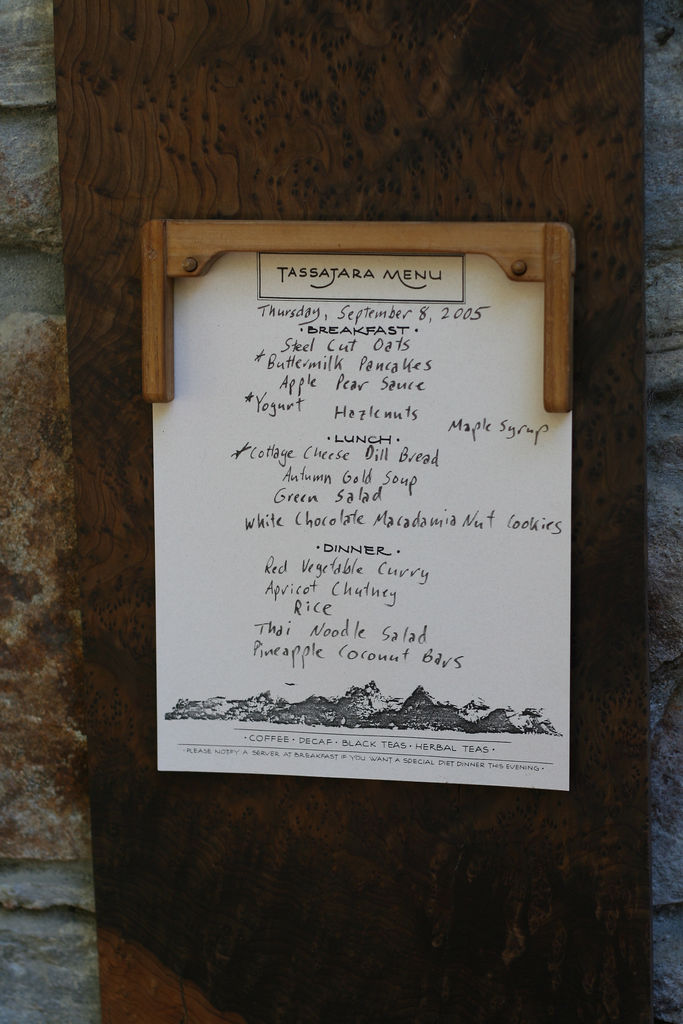
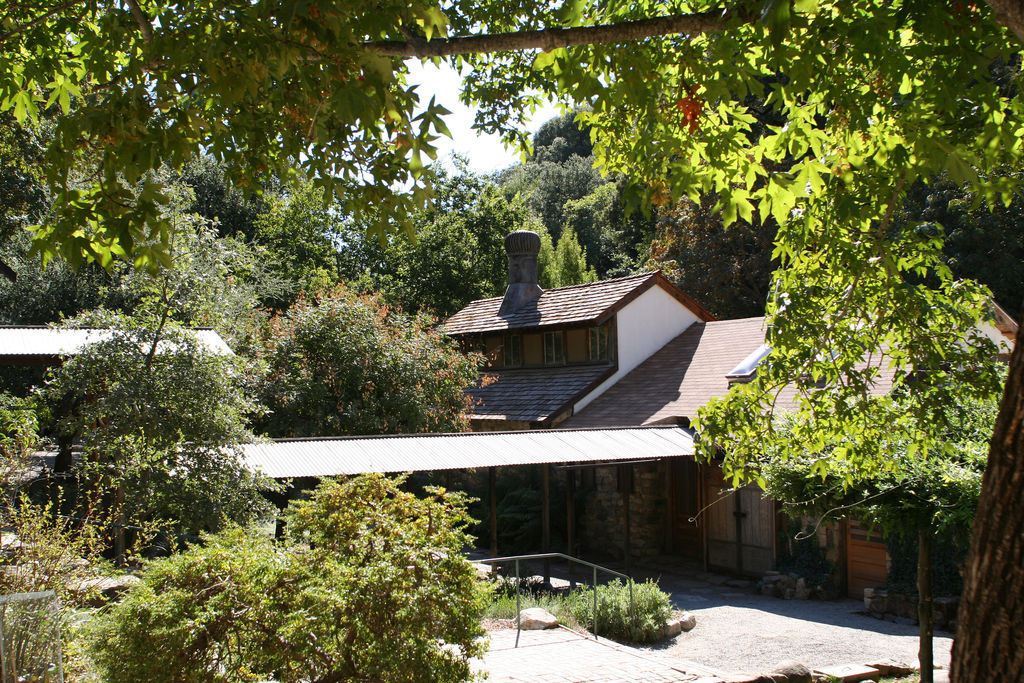
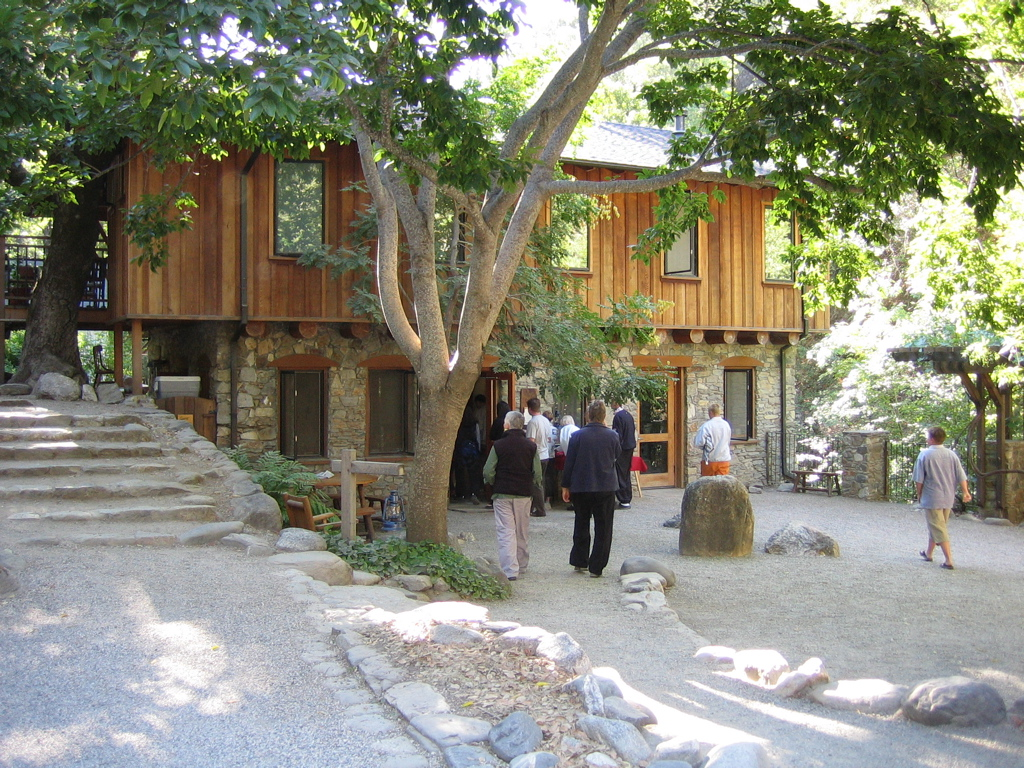
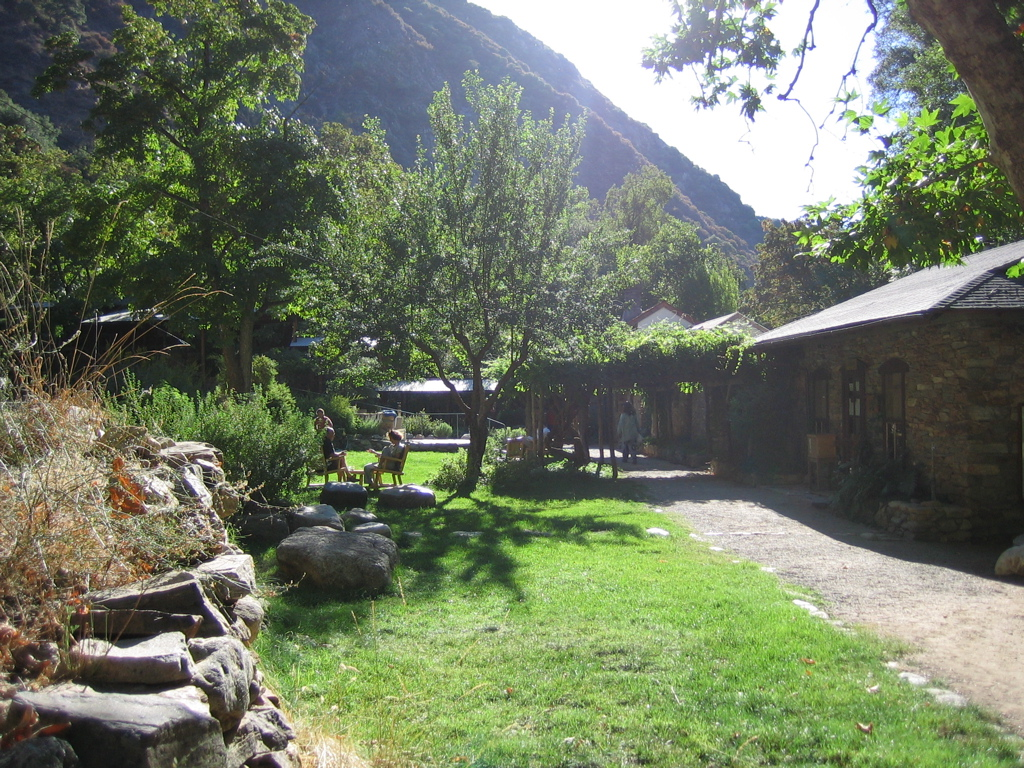
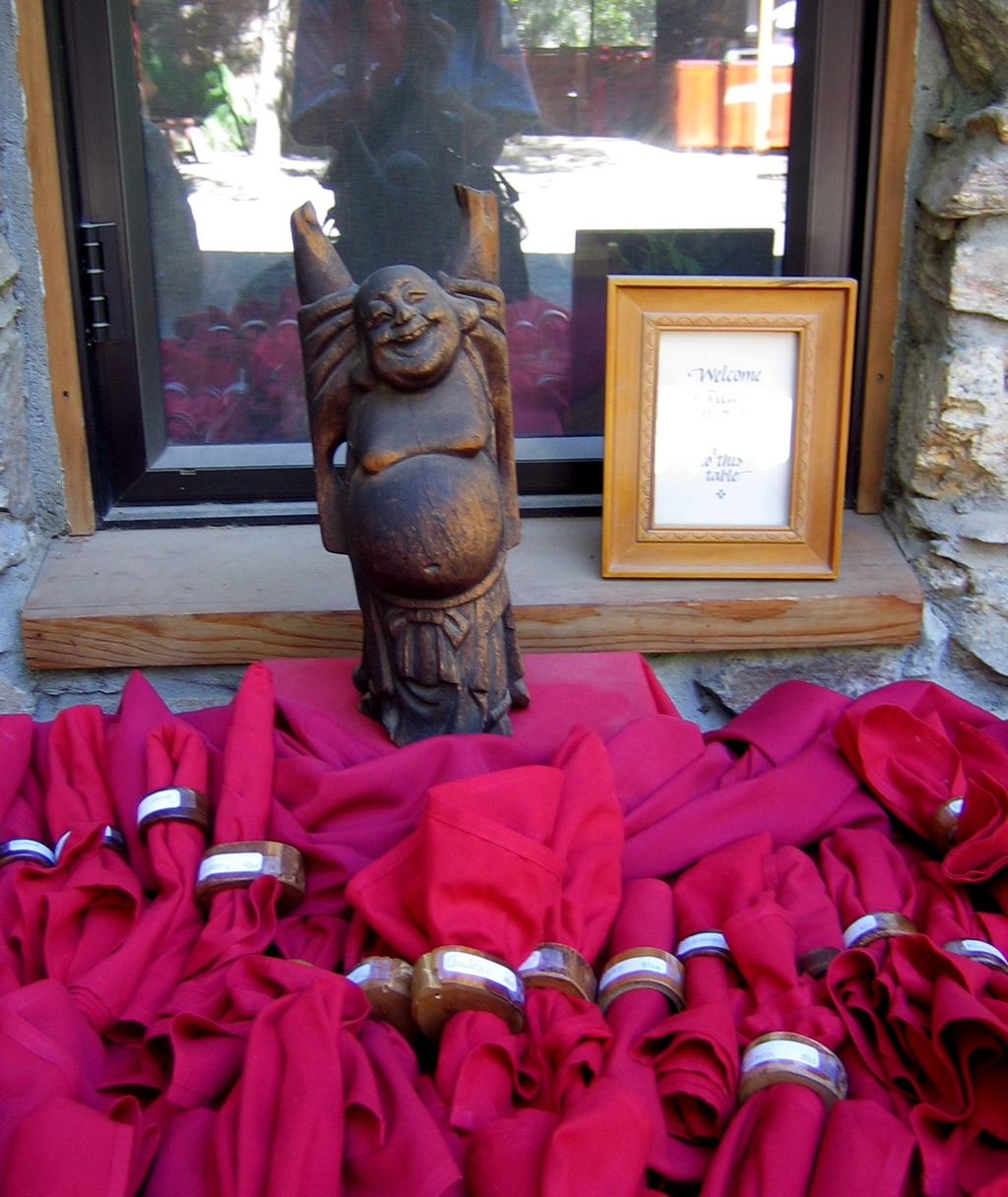
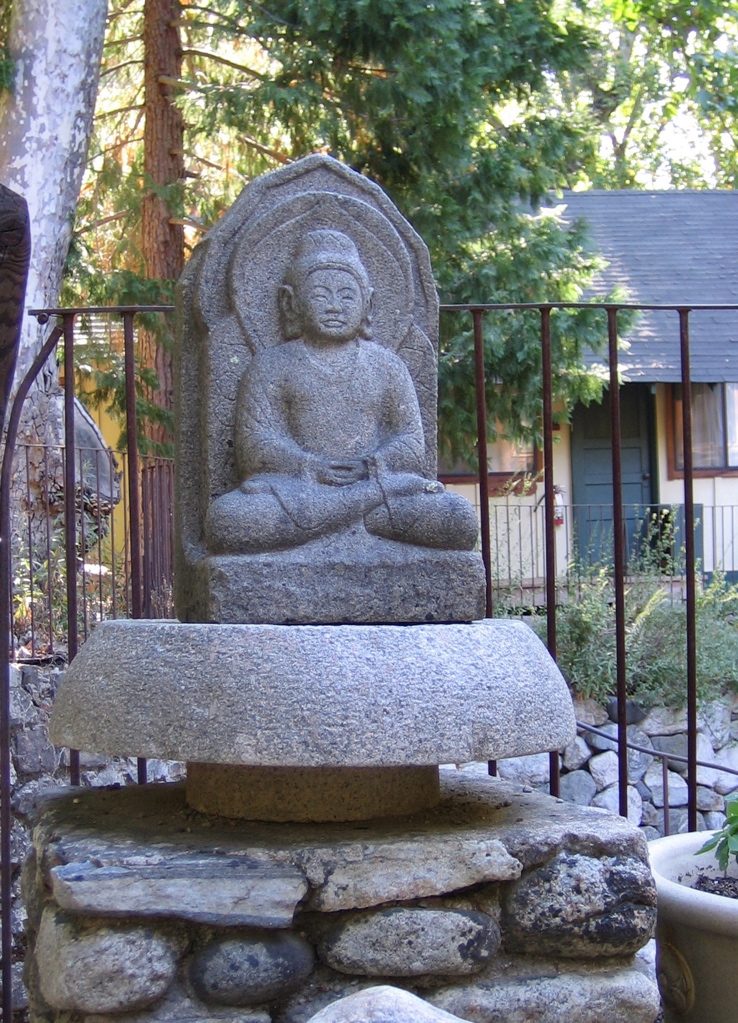